# Hynobius nebulosus
Hynobius nebulosus (Temminck & Schlegel, 1838) è un anfibio della famiglia Hynobiidae endemico del Giappone.
Il suo ambiente naturale sono le foreste temperate, le paludi e i fiumi; la popolazione è in decrescita.